# Alchemilla tredecimloba
Alchemilla tredecimloba är en rosväxtart som beskrevs av Robert Buser. Alchemilla tredecimloba ingår i släktet daggkåpor, och familjen rosväxter. Inga underarter finns listade i Catalogue of Life.